# Hollandse Tuin (Amsterdam)
Hollandse Tuin is een straat in Amsterdam-Centrum.

## Geschiedenis en ligging
Het gebied waarin de straat ligt is al eeuwenlang in beheer bij de gemeente Amsterdam. Het wordt aangeduid als de Westelijke eilanden en dan met name Bickerseiland. Er was hier eeuwenlang bedrijvigheid die te maken had met de scheepsbouw, met name met scheepswerven en aanverwante bedrijven. Toen die bedrijvigheid vertrok verloederde de buurt en in het laatste kwart van de 20e eeuw werd er hevig gesaneerd. Veel bedrijventerreinen werden omgebouwd tot woonwijk. Per raadsbesluit 27 oktober 1981 kreeg de westelijke kade van het Westerdok een nieuwe naam: Hollandse Tuin, vernoemd naar een scheepswerf, die hier had gelegen aan de Grote Bickersstraat.
De straat begint in het noorden bij de Bickerswerf. Daarna volgt ze het Westerdok naar het zuiden tot brug 1901, een brug over en langs de Korte Prinsengracht, die hier een uitstulping heeft. Ze kruist daarbij straten, waarvan de namen ook op de scheepsbouw wijzen: Touwslagerstraat, Zeilmakerstraat, Blokmakerstraat en Ketelmakerstraat. Hollandse Tuin is grotendeels voetgangersgebied.
Amsterdam kent nog een Hollandse Tuin; deze ligt in Artis en is wat het is; een Hollandse tuin.

## Gebouwen
Huisnummers lopen aaneengesloten op van 2 tot en met 24. Deze huizen werden gebouwd nadat de scheepswerkzaamheden grotendeels waren verdwenen. Er kwam een huizenblok ontworpen door Paul de Ley tussen het Westerdok en de Grote Bickersstraat. De woningen dateren uit de jaren tachtig; een gemeentelijk of rijksmonument is er dan ook niet te vinden.

## Kunst
De straat kreeg drie kunstprojecten. Vanuit het begin ligt er de Omgevallen boom van Pieter Engels en Shlomo Koren dat volgens buurtbewoners meer gelijkenis vertoont met een walvis. Het tweede is (straat)poëzie, dat in 2006 aangebracht is op een kademuur en heeft de titel Walk on water met een gedichtfragment van Carla Bogaards. Aan de noordelijke punt van de straat staat de Reus van Bickerseiland. 

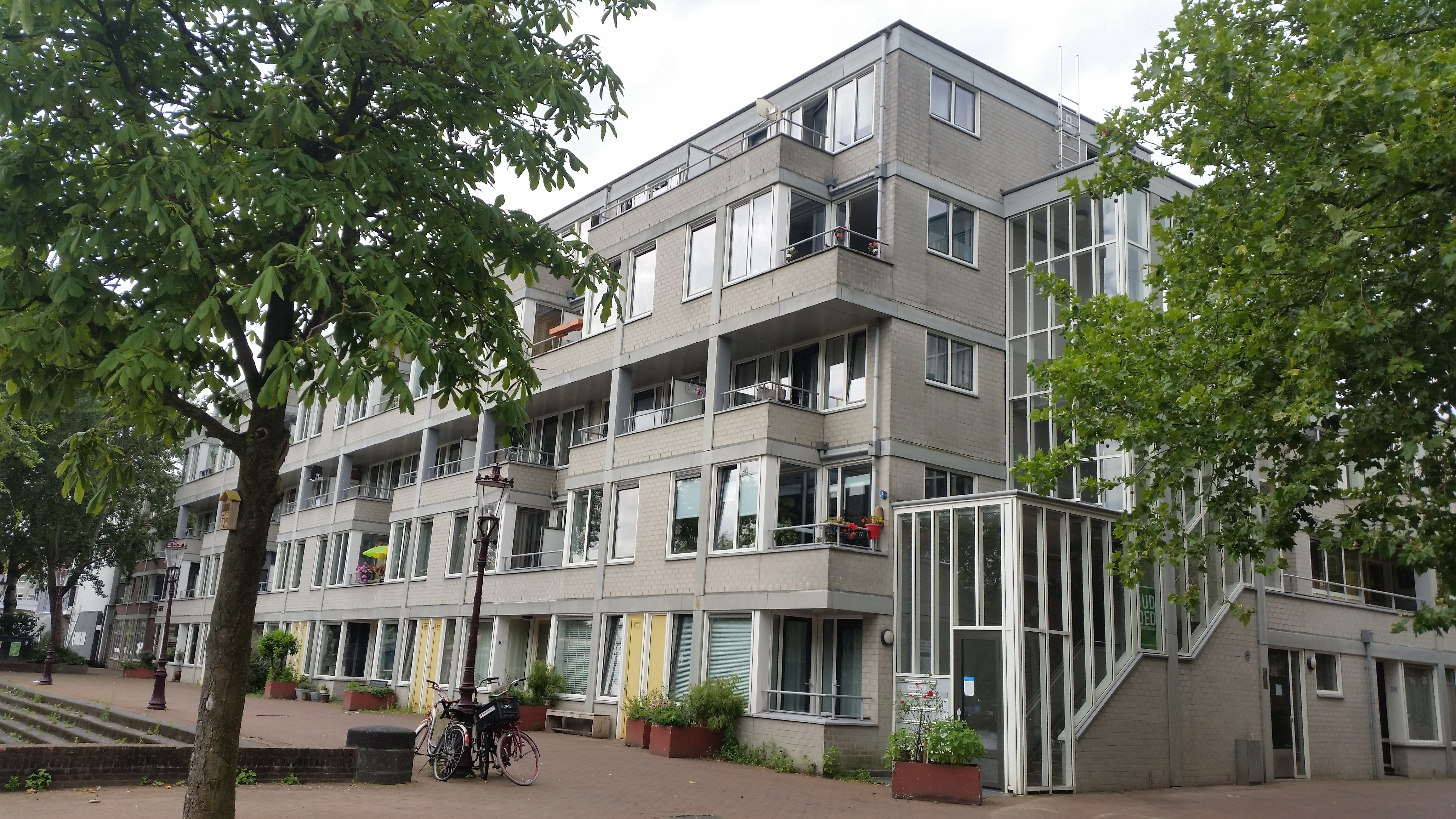
Hollandse Tuin 9-24 (augustus 2020)

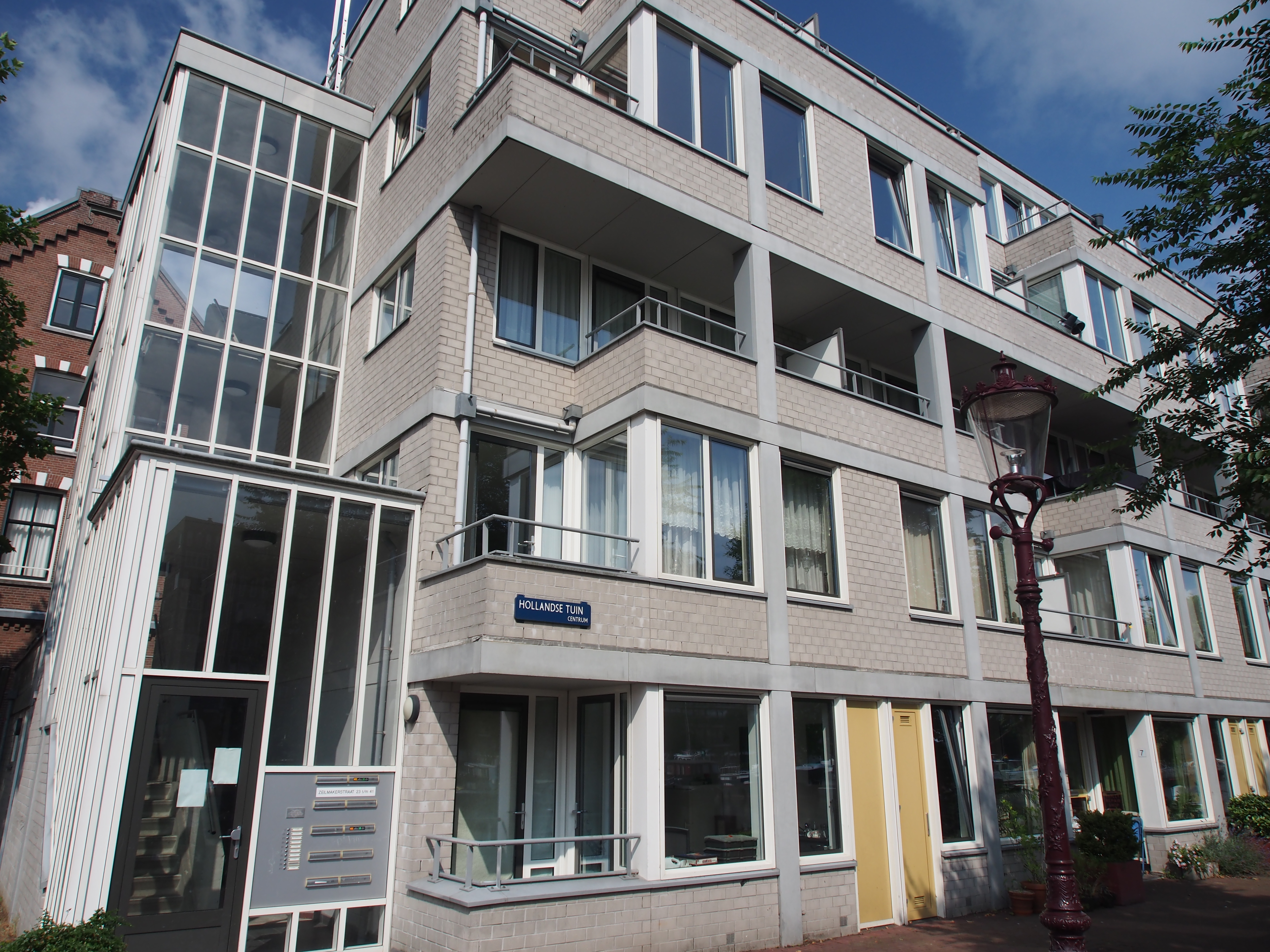
Geveldetail (augustus 2016)